# Gerrit de Veer
Gerrit de Veer (ca. 1570 - després de 1598) va ser un oficial neerlandès que va prendre part en el tercer viatge de Willem Barentsz a la recerca del pas del Nord-est que va tenir lloc entre 1596 i 1597. De Veer va dur un diari del viatge i el 1597 fou la primera persona a observar i registrar l'efecte Nova Terra, i el primer occidental en observar la hipervitaminosi A causada pel consum de fetge d'os polar.
De Veer és el personatge principal a la pel·lícula Nova Zembla (2011), un relat novel·lat del viatge, tal com descriu al seu diari.